# Xenophanes (álbum de Omar Rodríguez-López)
Xenophanes es el decimosegundo álbum de estudio de Omar Rodríguez-López en su carrera como solista.

## Lista de canciones
| N.º | Título                                              | Duración |  |
| 1.  | «Azoemia»                                           | 2:49     |  |
| 2.  | «Mundo de Ciegos»                                   | 4:01     |  |
| 3.  | «Ojo al Cristo de Plata»                            | 7:06     |  |
| 4.  | «Amanita Virosa»                                    | 3:15     |  |
| 5.  | «Sangrando Detrás de los Ojos»                      | 2:04     |  |
| 6.  | «Desarraigo»                                        | 5:54     |  |
| 7.  | «Asco Que Conmueve los Puntos Erógenos»             | 4:07     |  |
| 8.  | «Oremos»                                            | 4:49     |  |
| 9.  | «Perder el Arte de la Razón Sin Mover un Solo Dedo» | 3:31     |  |
| 10. | «Flores de Cizaña»                                  | 3:45     |  |
| 11. | «María Celeste»                                     | 3:31     |  |

## Personal
- Omar Rodríguez-López - guitarra, Voz
- Juan Alderete de la Peña - Bajo
- Thomas Pridgen - Batería
- Marcel Rodríguez-López - Percusión, teclado
- Mark Aanderud - teclado
- Ximena Sariñana - Voz

## Publicación
| Región         | Lanzamiento              | Productor                   | Formato          |
| -------------- | ------------------------ | --------------------------- | ---------------- |
| Mundial        | 28 de septiembre de 2009 | Rodríguez-López Productions | Descarga digital |
| Europa         | 28 de septiembre de 2009 | Rodriguez-Lopez Productions | CD/LP            |
| Estados Unidos | 10 de noviembre de 2009  | Rodriguez-Lopez Productions | CD/LP            |